# SMS Zähringen
Le SMS Zähringen est le troisième navire de la classe Wittelsbach de cuirassés pré-Dreadnought de la marine impériale allemande.
Nommé d'après la maison de Zähringen, il est lancé le 12 juin 1901 et est sabordé en 1945.